# Zwierciadło oprawy

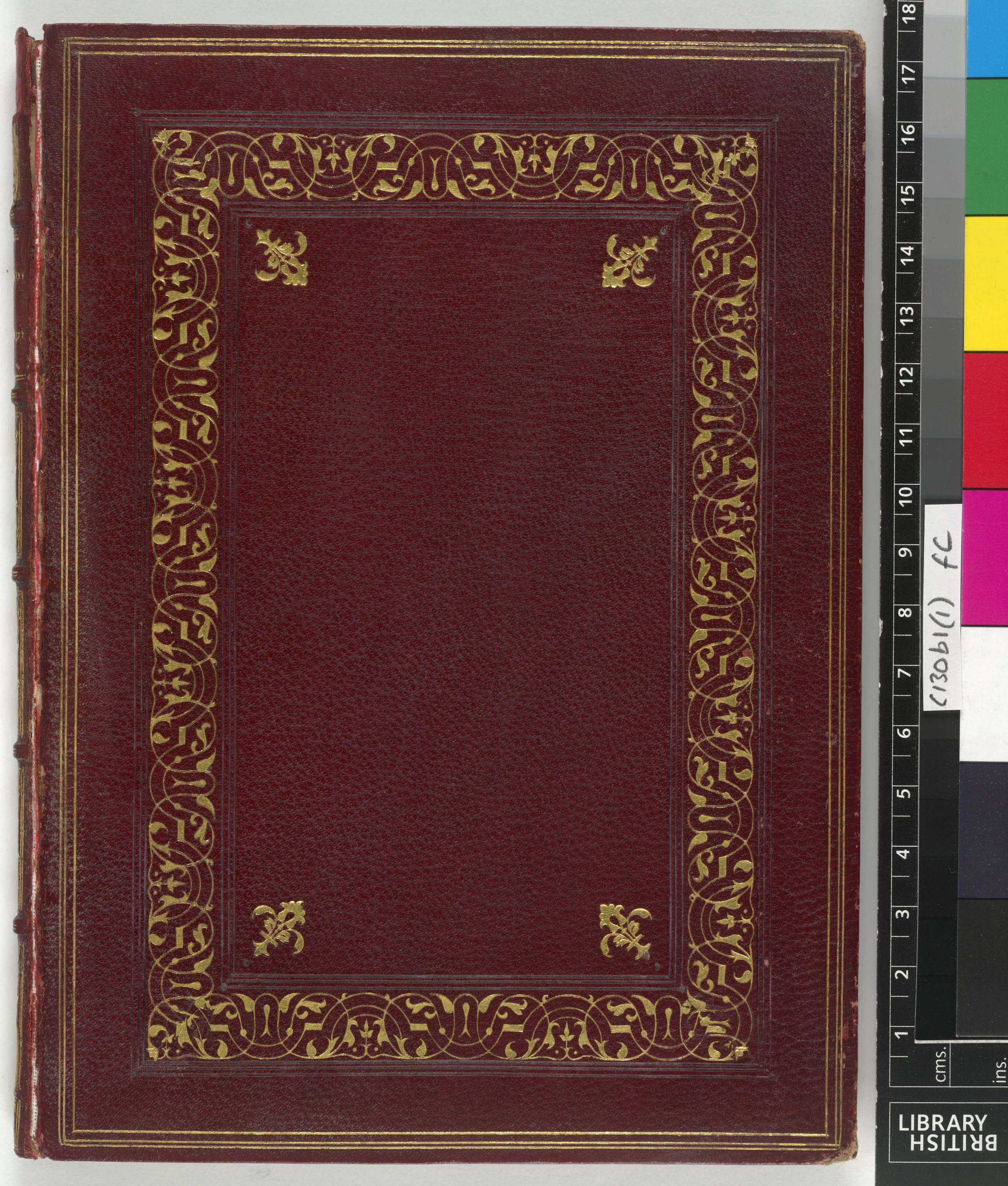
XX-wieczna skórzana okładka z lustrem

Zwierciadło oprawy (lustro oprawy) – otoczona bordiurą, środkowa, zazwyczaj prostokątna część okładki, a także środkowa część odwrocia okładki, jeśli podlegało zdobieniu.